# Назад в будущее (альбом)
«Назад в будущее» — третий студийный альбом российского и испанского хип-хоп-исполнителя kizaru, выпущенный 21 сентября 2018 года на лейбле Sony Music Entertainment. Единственным гостем альбома стал Смоки Мо с песней «Не беспокой».

## Клипы
25 сентября 2018 года вышел видеоклип на песню «Долгий путь», в котором Kizaru на фоне живописных пейзажей повествует о пройденном им пути.
5 марта 2019 года вышел видеоклип на песню «Fishscale», в котором Kizaru среди горы белого порошка, в честь которого и назван трек.

## Список треков
| №                   | Название                         | Автор(ы)            | Продюсер(ы)         | Длительность |
| ------------------- | -------------------------------- | ------------------- | ------------------- | ------------ |
| 1.                  | «Fishscale»                      | Chris Travis Kizaru | Chaz Guapo          | 2:45         |
| 2.                  | «Невероятно»                     | Kizaru              | Yung Cortex         | 3:03         |
| 3.                  | «Пакуем»                         | Kizaru              | Reality Beats       | 3:37         |
| 4.                  | «Слишком реальный для этого»     | Kizaru              | Reality Beats       | 4:35         |
| 5.                  | «Только взгляни»                 | Kizaru              | Reality Beats       | 3:55         |
| 6.                  | «Не беспокой» (при уч. Смоки Мо) | Kizaru Смоки Мо     | Yung Cortex         | 2:50         |
| 7.                  | «HF»                             | Kizaru              | Reality Beats       | 3:05         |
| 8.                  | «Остаться настоящим»             | Kizaru              | Kid Hazel           | 3:20         |
| 9.                  | «Ballin»                         | Kizaru              | Reality Beats       | 3:14         |
| 10.                 | «Ребенок 90-х»                   | Kizaru              | BandPlay            | 2:57         |
| 11.                 | «Долгий путь»                    | Kizaru              | Reality Beats       | 3:24         |
| Общая длительность: | Общая длительность:              | Общая длительность: | Общая длительность: | 36:45        |

## Чарты
| Чарты (2018)         | Высшая позиция |
| -------------------- | -------------- |
| Россия (iTunes)      | 1              |
| Россия (Apple Music) | 1              |
| GooglePlay           | 1              |